# Кіпрас Петраускас
Кіпрас Пятра́ускас (Кипріан Іванович Піотровський) (лит. Kipras Jono Petrauskas; 1885—1968) — литовський радянський оперний співак (тенор), педагог. Народний артист СРСР (1950). Лауреат Сталінської премії третього ступеня (1951).

## Біографія
Кіпрас Петраускас народився 23 листопада (за іншими джерелами 10 листопада) в селі Цейкінай-Кяйзяй (нині Ігналінської району Утенського повіту Литви) в сім'ї органіста.
Його батько, Йонас Петраускас (1840—1919), один із керівників повстання 1863 р., був органістом у Палуші.
Перші музичні уроки одержав від свого брата, композитора і співака Мікас Петраускаса . У віці дев'яти років грав в оркестрі, організованому братом. Разом з МІКАС переїхав в Обеляй, де навчався гри на органі, співав у церковному хорі, відвідував початкову школу. У 1900—1904 роках грав на органі в Гервятах, Онушкісе, Свенцянах, Дусменісе.
Брав участь разом з братом в революційному русі 1905—1907 років, за що деякий час провів в ув'язненні в Тракайській в'язниці.
Дебютував на сцені в 1906 році, у Вільнюсі, де виступив на прем'єрі мелодрами «Біруте» М. Петраускаса в партії брата Біруте.
У 1911 році закінчив Санкт-Петербурзьку консерваторію (клас С. І. Габеля, Сценічна майстерність у О. Палечек). У тому ж році дебютував в Большому театрі (Москва) в партії Ромео в опері Ромео і Джульєтта Ш. Гуно. Будучи студентом, брав участь також у симфонічних концертах О. Зілоті. Пізніше удосконалювався в вокальному мистецтві в Римі у професора Е. Розаті.
У 1911—1920 — соліст Маріїнського театру (Санкт-Петербург) (під прізвищем Піотровський), співав у виставах разом з Ф. І. Шаляпіним, Л. В. Собіновим, А. В. Неждановою. Брав участь у спектаклях «Малої опери» в Петрограді, організованої І. Тартаковіим та «Народної опери». Влітку 1920 року гастролював у Дзеркальному театрі саду «Ермітаж» у Москві.
У 1920 році повернувся в Литву, де взяв активну участь у створенні (разом з композитором Ю. Таллати-Кялпша) литовського національного оперного театру в Каунасі (нині Литовський національний театр опери та балету), солістом якого був до 1958 року. У репертуарі співака було близько 80 партій. Брав участь у постановках багатьох литовських національних опер.
Гастролював за кордоном: Німеччина (в 1925 і 1928 роках разом з Ф. Шаляпіним), Іспанія, Франція (Париж, театр Гранд-опера, одна тисяча дев'ятсот двадцять дев'ять — 1931), Швеція, Італія (Мілан, театр «Ла Скала» , одна тисяча дев'ятсот тридцять три), Австрія, Велика Британія, Чехія, Бельгія та в країнах Латинської Америки. У 1930-х роках співав у симфонічних концертах під керуванням Е. Купера в Амстердамі (Нідерланди).
В кінці 1920 — початку 1930-х років записувався на грамплатівки в Німеччині і Англії, пізніше в СРСР.
З 1949 року викладав у Литовській консерваторії (нині Литовська академія музики і театру) (Вільнюс) (з 1951 року — професор). Серед його учнів — В. Норейка, В. Адамкявічюс, Е. Саулевічюте.
Член Асоціації митців Литви.
Депутат Верховної Ради СРСР 2-го (1946—1950) і 4-го скликань (1954—1958).
Кіпрас Петраускас помер у Вільнюсі 17 січня 1968 року. Похований у Вільнюсі на кладовищі Расу.

### Родина
- Дружина — Еляна Пятраускене (лит. Elena Žalinkevičaitė-Petrauskienė 1909—1986) — актриса, поетеса, заслужена артистка Литовської РСР (1965).

## Творчість
У репертуарі Петраускаса практично всі ролі класичного тенорового репертуару, як ліричні, так і драматичні, а також партії в литовських національних і сучасних радянських операх.

### Нагороди Литви
- Орден Великого князя Литовського Гедиміна III ступеня (1928)
- Орден Великого князя Литовського Гедиміна II ступеня (1930)
- Орден Великого князя Литовського Гедиміна I ступеня (1936)

### Нагороди та звання СРСР
- Народний артист Литовської РСР (1945)
- Народний артист СРСР (1950)
- Сталінська премія третього ступеня (1951) — за виконання партії в оперному спектаклі «Борис Годунов» М. П. Мусоргського
- Орден Леніна (1954)
- Орден Трудового Червоного Прапора (05.12.1945)
- Медаль.

## Пам'ять
- У 1966 році вийшла в ефір передача Вільнюського телебачення про співака «Життя на сцені».
- У 1971 році, в Каунасі відкрито Музей-квартира К. Петраускаса.
- У 1975 році, у Вільнюсі, на площі біля нового будинку Литовського театру опери та балету встановлений пам'ятник співакові (скульптор Гедімінас Іокубоніс).
- В СРСР і Литві були випущені поштові марки, присвячені К. Петраускас.